# Esmon Saimon

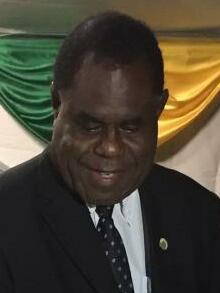
Esmon Saimon, 2018

Esmon Saimon (* 28. Oktober 1955 in Malakula) ist ein Politiker der Vanuaaku Pati (VP) in Vanuatu, der seit dem 11. Februar 2016 Sprecher des Parlaments von Vanuatu ist sowie zwischen dem 17. Juni und dem 6. Juli 2017 kommissarischer Präsident von Vanuatu war.

## Leben
Saimon absolvierte seine schulische Ausbildung von 1964 bis 1969 an der South West Bay Primary School sowie anschließend von 1970 bis 1974 an der Laindua Primary School in Malekula und war später zwischen 1978 und 1982 Sekretär der Genossenschaftsvereinigung South West Bay Cooperative Society tätig. Im Anschluss machte er sich von 1983 bis 1998 mit einem privaten Handels- und Fischereiunternehmen selbständig und engagierte sich von 1992 bis 1996 politisch auch als Mitglied der Versammlung der Provinz Malampa.
1998 wurde Saimon erstmals zum Mitglied des Parlaments von Vanuatu gewählt und vertritt in diesem nach seinen Wiederwahlen 2002, 2004, 2008, 2012 und 2016 den Wahlkreis Malekula. Er wurde am 19. Juli 2004 Zweiter Stellvertretender Parlamentssprecher. In der Regierung von Premierminister Edward Fanua’ariki wurde er am 22. September 2008 Minister für Unternehmen und Kooperativen und fungierte zwischen dem 18. Februar und dem 17. Mai 2011 abermals als Minister für Unternehmen.
Am 23. Mai 2013 übernahm er in der Regierung von Premierminister Joe Natuman das Amit des Ministers für Infrastruktur und öffentliche Arbeiten, verlor dieses Amt aber bereits einen Monat später am 11. Juni 2015 mit dem Ende der Amtszeit Natumans. Am 3. Mai 2014 wurde er Mitglied des Ausschusses zur Überprüfung der Geschäftsordnung. Seit dem 11. Februar 2016 ist er Parlamentssprecher (Speaker of Parliament). Nach dem Tode von Baldwin Lonsdale am 17. Juni 2017 wurde er als Parlamentspräsident zunächst kraft Amtes kommissarischer Präsident von Vanuatu und bekleidete dieses Amt bis zur Wahl von Tallis Obed Moses am 6. Juli 2017.